# اولا هوکنسون

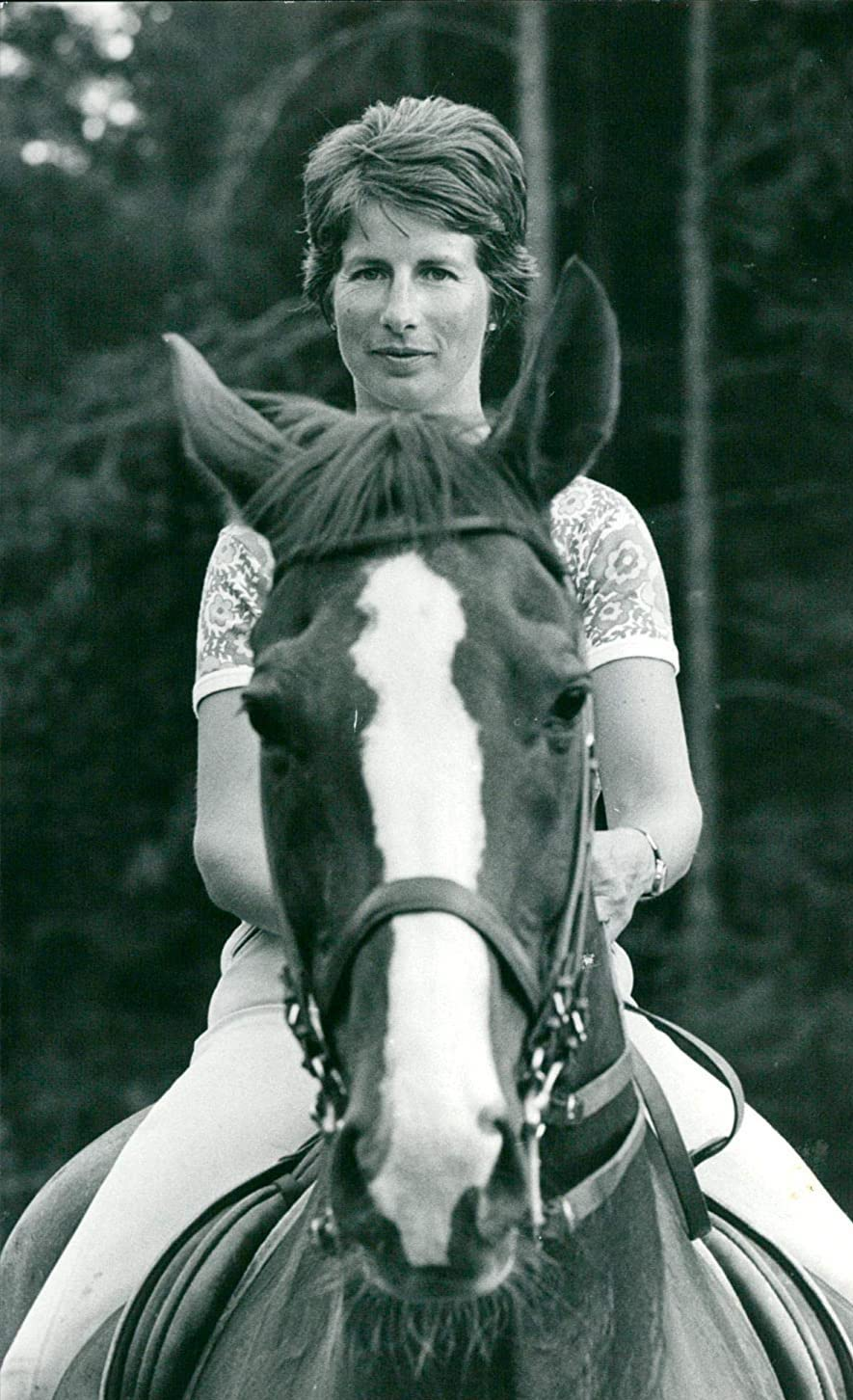
اولاً هوکنسون - ۱۹۷۲

اولاً هوکنسون (به سوئدی: Ulla Håkansson) (زادهٔ ۹ نوامبر ۱۹۳۷ میلادی) سوارکار زن اهل کشور سوئد است. وی مدال برنز بازی‌های المپیک تابستانی ۱۹۷۲ مونیخ و همچنین بازی‌های المپیک تابستانی ۱۹۸۴ لس‌آنجلس را در رشتهٔ درساژ بدست آورده‌است.